# Katusice
Katusice är en ort i Tjeckien.   Den ligger i regionen Mellersta Böhmen, i den centrala delen av landet, 50 km nordost om huvudstaden Prag. Katusice ligger 311 meter över havet och antalet invånare är 777.
Terrängen runt Katusice är platt.Runt Katusice är det ganska tätbefolkat, med 65 invånare per kvadratkilometer. Närmaste större samhälle är Mladá Boleslav, 9,7 km öster om Katusice. Trakten runt Katusice består till största delen av jordbruksmark.